# Big Ones You Can Look At
A Big Ones You Can Look At az amerikai Aerosmith együttes videója, amely VHS kazettán és Laserdiscen (majd később DVD-n) jelent meg 1994. november 4-én. A kiadványt a Sony kiadó adta ki. Az anyagra az együttes 13 videóklipje került fel, interjúkkal kiegészítve. A cím a szintén '94-ben kiadott Big Ones válogatásalbummal hozható összefüggésbe. A DVD kiadást Brazíliában adták ki elsőként, amely a Dolby Digital 2.0 Stereo és 5.1 surround hangsávok révén jobb megszólalást kapott, mint a lézerlemez és VHS kiadványok. A RIAA adatai alapján aranylemez minősítést szerzett.

## Számlista
1. Deuces Are Wild (Video)
2. Livin' on the Edge (Video)
3. Eat the Rich (Video)
4. Cryin' (Video)
5. Amazing (Video)
6. Crazy (Video)
7. Love in an Elevator (Video)
8. Janie's Got a Gun (Video)
9. What It Takes (Studio Video)
10. The Other Side (Video)
11. Dude (Looks Like A Lady) (Video)
12. Angel (Video)
13. Rag Doll (Video)

## Közreműködők
- Tom Hamilton
- Joey Kramer
- Joe Perry
- Steven Tyler
- Brad Whitford